# هیو فارکسن
هیو فارکسن (انگلیسی: Hugh Farquharson; ۴ نوامبر ۱۹۱۱ – ۲۷ مارس ۱۹۸۵) بازیکن هاکی روی یخ اهل کانادا بود.